# Vizireni, Buzău
Vizireni (în trecut, și Moșiești) este un sat în comuna C.A. Rosetti din județul Buzău, Muntenia, România. Se află în partea de sud-est a județului din zona de câmpie.
Satul și-a luat numele de la satul Viziru, de unde provin locuitorii care l-au fondat. La sfârșitul secolului al XIX-lea, Vizireni făcea parte din comuna Surdila-Greci din județul Brăila și avea 346 de locuitori. În 1968, satul a fost transferat comunei C.A. Rosetti din județul Buzău. Actual este dotat cu 1 grădiniță , 1 școală cu clasele l -lV. O biserică , o stație peco pe DN ce unește buzău cu Brăila.Sat agricultor și fermier , principală activitate fiind crescut animalelor și agricultură . Având peste 350 capete de vaci , 1000 oi , și 40 cai. În trecut funcționau o moară de grâu și CAP - ul care ulterior a fost demontat de către locuitori localități.  Ref. Sterian P Dumitru (Pacalici) paznic al vechiului CAP - " satul acesta nu va muri de foame atata timp cât agricultura funcționează și oameni își vor munci pământurile . "